# جمیله مارک
جمیله مارک (عربی: جميلة ماريك؛ زادهٔ ۵ مهٔ ۱۹۸۰) بازیکن فوتبال اهل الجزایر است.
وی همچنین در تیم‌های ملی فوتبال تیم ملی فوتبال زنان الجزایر و زنان امارات متحده عربی بازی کرده‌است.